# Paraquadracythere
Paraquadracythere is een geslacht van kreeftachtigen uit de klasse van de Ostracoda (mosselkreeftjes).

## Soort
- Paraquadracythere deltoides (Brady, 1890) Jellinek, 1993